# Sociedade Frenológica de Edimburgo
A Sociedade Frenológica de Edimburgo foi fundada em 1820 pelo advogado George Combe, de Edimburgo, em parceria com seu irmão, o médico Andrew Combe. Foi o primeiro e mais influente grupo dedicado à frenologia no Reino Unido. Posteriormente, mais de quarenta sociedades frenológicas foram criadas em outras regiões das Ilhas Britânicas. A sociedade teve grande influência nas duas primeiras décadas de sua existência, mas entrou em declínio na década de 1840. Sua última reunião registrada ocorreu em 1870.
A frenologia parte do princípio de que o cérebro é o órgão da mente e de que o comportamento humano pode ser compreendido em termos neuropsicológicos, em vez de filosóficos ou religiosos. Os estudos frenológicos rejeitavam explicações sobrenaturais e enfatizavam a modularidade da mente. Os frenologistas de Edimburgo também foram precursores da teoria da evolução e promoveram um novo interesse nos transtornos mentais e em seu tratamento moral. Embora buscasse se apresentar como científica, a frenologia é atualmente considerada uma pseudociência, pois seus métodos não atendiam aos critérios rigorosos do método científico já estabelecidos à época.
Entre os membros mais notáveis da sociedade estavam George e Andrew Combe; o médico de asilo (instituição para tratamento de doenças mentais no século XIX) e reformador William A. F. Browne; o escritor Robert Chambers, autor da obra proto-darwinista Vestígios da História Natural da Criação (1844); o economista William Ballantyne Hodgson, defensor da educação feminina; o astrônomo John Pringle Nichol; e o botânico e evolucionista Hewett Cottrell Watson. Embora não tenha feito parte da Sociedade Frenológica, Charles Darwin, então estudante de medicina em Edimburgo entre 1825 e 1827, participou de discussões científicas na Sociedade Pliniana, onde teve contato com ideias frenológicas e evolucionistas. Ele retornaria à cidade em 1838, ao desenvolver seus primeiros conceitos sobre seleção natural.

## Contexto
A frenologia teve origem nas ideias do médico e pesquisador Franz Joseph Gall, na Viena do século XVIII. Gall propôs que diferentes facetas da mente correspondiam a regiões específicas do cérebro e que seria possível inferir traços de caráter a partir da análise do formato do crânio de um indivíduo. Esse aspecto "craniológico" do estudo foi amplamente difundido por seu antigo aluno, Johann Spurzheim, que cunhou o termo frenologia e passou a defendê-la como instrumento de reforma social — isto é, como um meio de promover o avanço da sociedade por meio da melhoria das condições materiais da vida humana.
Em 1815, a Edinburgh Review publicou um artigo crítico assinado pelo anatomista John Gordon, que descreveu a frenologia como uma "mistura de erros grosseiros" e "absurdos extravagantes". Em resposta às críticas, Spurzheim viajou a Edimburgo, onde participou de debates públicos e realizou dissecações cerebrais diante de plateias. Embora tenha sido recebido com cortesia pela comunidade científica e médica local, muitos demonstraram desconforto com o materialismo filosófico subjacente à frenologia. Um dos espectadores desses eventos, o advogado George Combe, inicialmente cético, converteu-se à frenologia após ouvir um comentário de Spurzheim durante uma de suas dissecações de um cérebro humano.

## Fundação e função

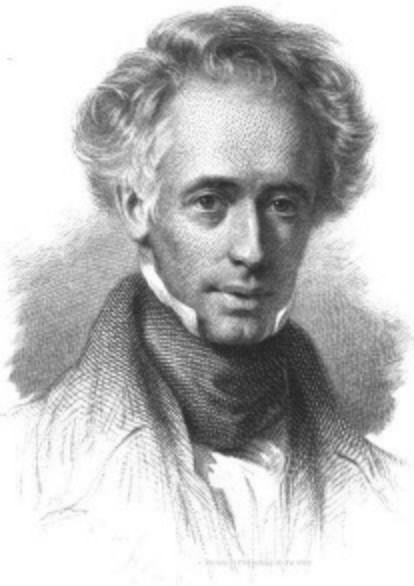
George Combe, fundador da sociedade, foi um advogado que dedicou a vida ao avanço da frenologia ao redor do mundo

A Sociedade Frenológica de Edimburgo foi fundada em 22 de fevereiro de 1820 pelos irmãos George e Andrew Combe, com o apoio do ministro evangélico David Welsh. Segundo George,
As disposições mentais são determinadas pelo tamanho e pela constituição do cérebro... e estas são transmitidas por herança genética.— George Combe, The Constitution of Man in Relation to External Objects (1828)
A Instituição cresceu rapidamente e, em 1826, contava com cerca de 120 membros, dos quais aproximadamente um terço possuía formação médica. A Sociedade acumulou uma vasta coleção de artefatos frenológicos, incluindo cabeças de porcelana com indicações das supostas "faculdades mentais", moldes cranianos e crânios de pessoas com personalidades consideradas incomuns. Seu museu estava localizado na Chambers Street, em Edimburgo.
Os membros da sociedade publicavam artigos, promoviam palestras e defendiam a frenologia como ciência emergente. Entre os críticos estavam o filósofo |Sir William Hamilton e o editor da Edinburgh Review, Francis Jeffrey. A oposição vinda de figuras como o anatomista Alexander Monro III, da Escola de Medicina da Universidade de Edimburgo, acabou contribuindo para o fascínio público pela frenologia. Por outro lado, pensadores como o anatomista Robert Knox e o evolucionista Robert Edmond Grant, embora simpáticos ao materialismo subjacente à frenologia, criticaram seus fundamentos científicos frágeis e rejeitaram seus aspectos especulativos e reformistas.
Em 1823, Andrew Combe participou de um debate na Royal Medical Society, defendendo que a frenologia explicava as capacidades intelectuais e morais da humanidade. Ambos os lados reivindicaram vitória após o extenso debate, mas a Royal Medical Society recusou-se a publicar um relato oficial. Isso levou, em 1824, a Sociedade Frenológica de Edimburgo a criar seu próprio periódico: The Phrenological Journal and Miscellany, mais tarde renomeado como Phrenological Journal and Magazine of Moral Science.
Na metade da década de 1820, surgiu um conflito interno entre os frenologistas cristãos e os aliados de Combe. A tensão aumentou quando Combe e seus apoiadores aprovaram uma moção proibindo a discussão de teologia nas reuniões da sociedade, o que levou à saída de David Welsh e de outros membros evangélicos.
Em dezembro de 1826, o frenologista ateu William A. F. Browne provocou controvérsia na Sociedade Pliniana da Universidade de Edimburgo ao criticar publicamente as teses de Charles Bell sobre a expressão das emoções humanas. Bell argumentava que a anatomia humana possuía capacidades únicas para expressar o senso moral, ao passo que Browne sustentava que não havia diferenças absolutas entre os seres humanos e os animais. Charles Darwin, então com 17 anos, estava presente e testemunhou o debate. Em 27 de março de 1827, Browne apresentou na mesma sociedade uma proposta sobre a mente humana com base na evolução lamarckista do cérebro. A apresentação foi amplamente rejeitada pelos membros da sociedade, e mais uma vez Darwin acompanhou o episódio com atenção. Anos depois, em seus cadernos particulares — como o Caderno M, escrito por volta de 1838 —, Darwin registraria comentários simpáticos às ideias frenológicas.
Em 1828, George Combe publicou The Constitution of Man in Relation to External Objects. Após um início modesto, a obra tornou-se um best-seller internacional, com mais de 350 mil exemplares vendidos ao longo do século XIX. Décadas mais tarde, o psiquiatra James Crichton-Browne afirmou:
The Constitution of Man, quando publicado pela primeira vez, foi recebido em Edimburgo com um verdadeiro odium theologicum, semelhante ao que mais tarde seria provocado por Vestiges of the Natural History of Creation e por A Origem das Espécies. Foi denunciado como um ataque à fé e à moral... Lido hoje, no entanto, deve ser considerado até mais ortodoxo em seus ensinamentos do que algumas das elucubrações do Deão de São Paulo e do Bispo de Durham.— James Crichton-Browne, The Story of the Brain (1924)
A sociedade também aplicou seus métodos ao caso dos assassinatos cometidos por Burke e Hare, em Edimburgo. Entre o final de 1827 e 1828, os dois assassinaram dezesseis pessoas cujos corpos foram vendidos a escolas de anatomia para dissecação. Após sua execução, em 28 de janeiro de 1829, Burke foi dissecado publicamente pelo professor Alexander Monro III. Frenologistas foram autorizados a examinar seu crânio, e tanto a máscara mortuária de Burke quanto uma máscara vitalícia de Hare foram preservadas na coleção frenológica de Edimburgo.
Fora dos círculos acadêmicos e institucionais da sociedade, a frenologia também se disseminou por meio de praticantes itinerantes. Um exemplo notável foi o de Agnes Sillars Hamilton, que ganhava a vida como “frenologista prática”, oferecendo leituras frenológicas enquanto viajava pela Grã-Bretanha e Irlanda. Seu filho, Archibald Sillars Hamilton, emigrou para a Austrália em 1854, onde estabeleceu uma prática bem-sucedida e publicou um estudo sobre o crânio do fora-da-lei Ned Kelly.
O cofundador da sociedade, Andrew Combe, publicou duas obras que tiveram boa recepção: Observations on Mental Derangement (1831) e The Principles of Physiology Applied to the Preservation of Health and to the Improvement of Physical and Mental Education (1834). Esta última, em especial, obteve sucesso editorial tanto no Reino Unido quanto nos Estados Unidos, com diversas reimpressões.
Em 1832, a Sociedade Frenológica de Edimburgo recebeu um impulso financeiro com a morte de William Ramsay Henderson, que deixou um legado substancial para apoiar a promoção da frenologia. O fundo permitiu a publicação de uma edição popular de The Constitution of Man, que contribuiu para torná-lo um dos livros mais vendidos do século XIX.
Apesar do interesse generalizado na frenologia nas décadas de 1820 e 1830, o periódico Phrenological Journal enfrentou dificuldades financeiras persistentes e nunca se tornou comercialmente lucrativo.

## Influências da Sociedade
Entre 1832 e 1834, William A. F. Browne publicou no The Phrenological Journal, em três edições segmentadas, um artigo sobre as "Manifestações mórbidas do órgão da linguagem, relacionadas à insanidade", relacionando transtornos mentais a uma perturbação na organização neurológica da linguagem. Com carreira consolidada como médico de asilo, Browne publicou em 1837 What Asylums Were, Are and Ought To Be, obra de influência internacional dedicada a Andrew Combe. Em 1866, após vinte anos à frente do asilo Crichton em Dumfries, foi eleito presidente da Associação Médico-Psicológica. Em seus últimos anos, voltou ao tema da relação entre psicose, lesão cerebral e linguagem no artigo "Impairment of Language, The Result of Cerebral Disease", publicado em 1872 no West Riding Lunatic Asylum Medical Reports, editado por seu filho James Crichton-Browne.
Na mesma década de 1830, o impacto da frenologia também alcançou figuras como Robert Chambers, que, embora não tenha sido formalmente aceito na Sociedade Frenológica de Edimburgo, atuava com frequência como editor de George Combe e tornou-se um entusiasta do pensamento frenológico. Em 1844, publicou anonimamente Vestiges of the Natural History of Creation, obra escrita enquanto se recuperava de uma depressão em sua casa de férias em St Andrews. A transcrição do manuscrito foi feita por sua esposa, Anne Kirkwood, numa tentativa de ocultar sua autoria. Em 1845, o príncipe Albert leu o livro em voz alta para a rainha Vitória. A obra tornou-se um best-seller internacional e gerou intenso debate público, sendo considerada uma ponte entre A Constituição do Homem (1828), de Combe, e A Origem das Espécies (1859), de Darwin.
Durante sua juventude, Charles Darwin estudou medicina na Universidade de Edimburgo e participou ativamente da Sociedade Pliniana, onde presenciou, entre 1826 e 1827, as controvérsias envolvendo Browne e as teses frenológicas. Em 1838, cerca de onze anos após deixar a universidade, Darwin retornou a Edimburgo e visitou seus antigos locais de estudo. Nesse período, registrou reflexões de cunho psicológico em seu M Notebook, revelando aspectos do desenvolvimento de sua teoria da seleção natural.
Somos tentados a acreditar que os frenologistas estão certos ao afirmar que o exercício habitual da mente altera a forma da cabeça e, assim, essas qualidades tornam-se hereditárias.— Charles Darwin, The M Notebook (1838)
Enquanto se preparava para casar com sua prima Emma Wedgwood, mulher de forte religiosidade, anotou um sonho vívido e perturbador, no qual participava de uma execução e via o cadáver retornar à vida, brincando sobre ter morrido como herói. Também durante essa viagem, cometeu o que mais tarde chamou de "erro colosal" sobre as estradas paralelas de Glen Roy. Em 1859, publicou A Origem das Espécies, obra traduzida para diversos idiomas e considerada um marco na história da ciência moderna.
Outros nomes também estiveram associados às Sociedade Frenológica de Edimburgo. William Ballantyne Hodgson envolveu-se com a frenologia ainda como estudante da Universidade de Edimburgo e, posteriormente, passou a atuar como professor e palestrante. Tornou-se um reformador educacional, defensor pioneiro da educação feminina, e, em 1871, foi nomeado o primeiro professor de Economia Política e Direito Mercantil da Universidade de Edimburgo. Estabeleceu-se na Torre Bonaly, nos arredores da cidade, e foi eleito presidente do Instituto Educacional da Escócia.
Entre os discípulos de George Combe, destaca-se Thomas Laycock, neurofisiologista que assumiu, em 1855, a Cátedra de Medicina da Universidade de Edimburgo. Em 1860, publicou "Mind and Brain", um extenso ensaio sobre os fundamentos neurológicos da vida psicológica. Laycock manteve relação próxima com William A. F. Browne e teve influência significativa sobre seu filho, Sir James Crichton-Browne.
Outro nome de relevo é o de John Pringle Nichol, inicialmente formado e licenciado como pregador, mas cujo contato com o pensamento frenológico o conduziu ao campo da educação. Tornou-se palestrante destacado e professor régio de Astronomia na Universidade de Glasgow. Seu livro de 1837, The Architecture of the Heavens, foi reconhecido como um clássico da ciência popular. Na década de 1840, enfrentou dependência de opiáceos prescritos, mas relatou sua recuperação em Memorials from Ben Rhydding, obra autobiográfica baseada em sua experiência com tratamentos hidropáticos.
Em 1836, Hewett Watson publicou um artigo no The Phrenological Journal intitulado "What Is The Use of the Double Brain?", no qual especulava sobre o desenvolvimento diferencial dos dois hemisférios cerebrais humanos. Esse tema da assimetria cerebral foi retomado de maneira casual pelo médico da sociedade londrina Sir Henry Holland em 1840, e depois de forma muito mais aprofundada pelo excêntrico médico de Brighton, Arthur Ladbroke Wigan, em seu tratado de 1844 A New View of Insanity: On the Duality of Mind. O tema só adquiriu status científico com Paul Broca, encorajado pelo médico e frenologista francês Jean-Baptiste Bouillaud, que publicou suas pesquisas sobre os centros da fala no cérebro em 1861. Em 1868, Broca apresentou seus achados no congresso da British Association for the Advancement of Science em Norwich. Em 1889, Henry Maudsley publicou uma análise crítica sobre o assunto, intitulada The Double Brain, na revista filosófica Mind.
Assim como Robert Chambers, Watson mais tarde voltou sua atenção para a questão da transmutação das espécies e, após receber uma grande herança, comprou o Phrenological Journal e nomeou-se seu editor em 1837. Na década de 1850, Watson manteve uma extensa correspondência com Charles Darwin sobre a distribuição geográfica das espécies vegetais britânicas, e Darwin reconheceu generosamente sua contribuição científica na segunda edição de A Origem das Espécies. Watson foi incomum entre os frenologistas por ter renunciado explicitamente às ideias da frenologia em sua vida posterior.

## Declínio
O interesse pela frenologia entrou em declínio em Edimburgo a partir da década de 1840. Algumas das preocupações centrais dos frenologistas passaram a ser absorvidas por campos emergentes, como a antropometria, a psiquiatria, a criminologia e as teorias da degeneração, conforme estabelecidas por autores como Bénédict Morel, Arthur de Gobineau e Cesare Lombroso.
Na década de 1870, o psicólogo social francês Gustave Le Bon (1841–1931) desenvolveu um cefalômetro que contribuiu para a medição da capacidade e variações cranianas. Em 1885, o médico e cientista alemão Rudolf Virchow conduziu uma investigação craniométrica em larga escala, que confrontou estereótipos raciais então vigentes. Os resultados foram decisivamente negativos para os proponentes da ciência racial.
Apesar do declínio institucional da frenologia em Edimburgo, o interesse pela prática permaneceu alto em outras partes do mundo ao longo do século XIX. A Constituição do Homem, de George Combe, continuou sendo uma obra amplamente procurada. Combe dedicou seus últimos anos a viagens internacionais e à realização de palestras sobre frenologia. Ele faleceu enquanto preparava a nona edição do livro, durante tratamento de hidroterapia em Moor Park, Farnham.
A última reunião registrada da Sociedade Frenológica de Edimburgo ocorreu em 1870, e seu museu foi fechado em 1886.

## Legado da Sociedade
Juntamente com o mesmerismo, a frenologia exerceu considerável influência sobre a imaginação literária vitoriana no final do século XIX, especialmente no campo da estética do fim de século, comparável, posteriormente, à influência do espiritualismo e da psicanálise. O legado da frenologia é perceptível em obras de autores como Sir Arthur Conan Doyle, George du Maurier, Bram Stoker, Robert Louis Stevenson e H. G. Wells.
Um exemplo marcante dessa presença cultural encontra-se em The Hound of the Baskervilles (1902), de Arthur Conan Doyle:
O senhor me interessa muito, Sr. Holmes. Eu dificilmente esperava um crânio tão dolicocefálico ou um desenvolvimento tão acentuado da região supra-orbital... Um molde de seu crânio, senhor — até que o original esteja disponível — seria um ornamento digno de qualquer museu antropológico.— Arthur Conan Doyle, The Hound of the Baskervilles (1902)
Em 29 de fevereiro de 1924, Sir James Crichton-Browne, filho de William A. F. Browne, proferiu a palestra "The Story of the Brain" na Ramsay Henderson Belegate. Nela, registrou uma avaliação significativa do papel desempenhado pelos frenologistas de Edimburgo no desenvolvimento posterior da neurologia e da neuropsiquiatria. Ele não mencionou que seu pai havia ingressado na Sociedade exatamente um século antes, quase no mesmo dia da conferência.
Embora defendessem o princípio fundamental de que o cérebro é o órgão da mente... os frenologistas foram alvo de agressões violentas, ridicularizações e insultos... O principal ponto de ataque, naturalmente, eram suas conclusões craniológicas, sua dissecação da mente em diversas faculdades componentes... algo que, é preciso admitir, se prestava facilmente à paródia.— James Crichton-Browne, The Story of the Brain (1924)
O Henderson Trust, fundo legado por William Ramsay Henderson em 1832 para apoiar as atividades da Sociedade Frenológica de Edimburgo, permaneceu ativo por mais de um século após o encerramento da sociedade. Ele foi formalmente encerrado em 2012. Muitos dos artefatos frenológicos da sociedade foram preservados e enviados ao Museu Anatômico da Universidade de Edimburgo sob a direção do professor Matthew Kaufman. Parte dessa coleção está atualmente em exibição na Galeria Nacional Escocesa de Retratos.

## Ligação externa
- Museu Anatômico da Universidade de Edimburgo (em inglês)